# Лолонг
Лолонг — крупный гребнистый крокодил, пойманный на Филиппинах в 2011 году и умерший 10 февраля 2013 года. При длине тела в 6,17 или 6,095 м (по двум разным методам замеров) и массе в 1075 кг, он был самым крупным гребнистым крокодилом из всех, что когда-либо были пойманы живьём и содержались в неволе. При поимке этот крокодил четыре раза разрывал стальные тросы с прочностью на разрыв в 6—12 тонн, а чтобы вытащить Лолонга из воды, потребовались усилия примерно сотни человек и целая ночь долгой борьбы.

## История поимки
Крокодил был пойман в муниципалитете Бонаван в провинции Агусан-дель-Сур (Южный Агусан) на Филиппинах 3 сентября 2011 года. Поимка стала возможной благодаря объединению сил местного правительства, жителей и охотников на крокодилов из провинции Палаван. На гигантского крокодила охотились в течение трех недель, в процессе он четырежды разрывал ловушки из стальных тросов. А как только он был пойман, потребовалось около 100 человек, чтобы вытащить его на сушу и связать. На момент поимки крокодилу было, по разным оценкам, не менее 50 лет.
Лолонга подозревали в убийстве рыбака, пропавшего без вести в городе Бунаван, а также в убийстве 12-летней девочки, чья голова была обнаружена двумя годами ранее, однако доказательств этому найдено не было. Он также был основным подозреваемым в исчезновении водных буйволов в районе, что в свою очередь уже подтвердилось содержимым желудка крокодила.

## Имя крокодила
Крокодила назвали в честь Эрнесто «Lolong» Голорана Каньете (Ernesto «Lolong» Goloran Cañete) — одного из самых опытных охотников на крокодилов из Палаванского центра крокодилов и дикой природы (Palawan Crocodile and Wildlife Reservation Center), который руководил поимкой гиганта. Во время поисков, у охотника возникли проблемы со здоровьем, он умер от сердечного приступа в возрасте 49-ти лет за несколько дней до того, как крокодил был пойман на ранее установленную им ловушку.

## Книга рекордов Гиннесса
В июне 2012 года, спустя шесть месяцев после того, как австралийский зоолог и эксперт по крокодилам доктор Адам Бриттон провел измерения, Лолонг был официально сертифицирован Книгой рекордов Гиннесса как «самый большой в мире крокодил в неволе» с длиной в 6,17 м (20 футов 3 дюйма). До этого титул самого большого крокодила принадлежал обитателю австралийского парка крокодилов (Marineland Melanesia) в Квинсленде — гребнистому крокодилу по имени Кассиус, чья длина составляла 5,48 м, а возраст — более 100 лет. Звание «самого большого крокодила в неволе» вернулось к Кассиусу после смерти Лолонга. Несмотря на присуждаемые Книгой рекордов Гиннесса звания, в некоторых парках содержатся и более крупные крокодилы, такие как Большой Яй.

## Смерть крокодила
Лолонг был найден мертвым в своем вольере около 8 часов вечера 10 февраля 2013 года. Вскрытие показало, что он умер от пневмонии и остановки сердца, что усугублялось грибковой инфекцией и стрессом. В июне 2017 года останки Лолонга были перенесены в Национальный музей естественной истории в Маниле.